# چولاتسه
چولاتسه یا جوبو لهاپتشان کوهی به ارتفاع ۶٬۴۴۰ متر واقع در  منطقه خمبو در هیمالیای نپال است. این کوه در شمال کوه تابوچه و بر یالی قرار دارد که دره‌های گوکیو و خمبو را از یکدیگر جدا می‌سازد و در جنوب آن گردنه‌ای ۵۴۲۰ متری قرار دارد که شرپاها و کوه‌پیمایان از آن برای رفت‌وآمد بین این دو دره استفاده می‌کنند. دریاچه‌ای نیز در پایین و شرق این گردنه وجود دارد. نام چولاتسه در زبان تبتی از چو به معنای دریاچه، لا به معنای گردنه و تسه به معنای قله تشکیل شده و معنای تحت‌اللفظی آن، قلهٔ گردنهٔ دریاچه است. این کوه در عین حال به کوه تابوچه متصل است.
بر خلاف بسیاری از کوه‌ها، مسیر آسانی برای صعود یا پایین‌آمدن از چولاتسه وجود ندارد  و  اجازهٔ صعود به این کوه تا سال ۱۹۸۲ داده نشد. بدین ترتیب با وجودی که در طی دهه‌های ۱۹۵۰، ۶۰ و ۷۰، قله‌های واقع در منطقهٔ خمبو یکی پس از دیگری فتح می‌شدند، چولاتسه تا سال ۱۹۸۲ تنها کوه صعودنشده در این منطقه باقی ماند. اما سرانجام در این سال اجازه صعود داده شد و در ۲۲ آوریل همان سال ورن کلونجر، جان راسکلی، گلن روئل و بیل اوکانر موفق به فتح چولاتسه از طریق یال جنوب غربی شدند.